# Iran-Universität für Medizinische Wissenschaften und Gesundheitsdienste
Die Iran-Universität für Medizinische Wissenschaften und Gesundheitsdienste (persisch دانشگاه علوم پزشکی و خدمات بهداشتی درمانی ایران, englisch Iran University of Medical Sciences, kurz IUMS) war mit rund 7000 Studierenden (SS 2008) eine der renommiertesten iranischen medizinischen Universitäten. Zum Zeitpunkt der Fusion lag die Universität auf dem vierten Platz der landesweiten Rankings für akademische Forschung.
Sie lag südlich der Hemat-Autobahn zwischen der Nuri- und Schahid-Tschamran-Autobahn in Teheran.

## Auflösung
Am 29. Oktober 2010 wurde der Zusammenschluss mit der 1934 gegründeten Teheran-Universität für Medizinische Wissenschaften und Gesundheitsdienste (persisch دانشگاه علوم پزشکی تهران, englisch Tehran University of Medical Sciences, kurz TUMS) verkündet und die Universität am darauf folgenden Tag aufgelöst.
Die Mitarbeiter wurden, bis auf wenige der Gesundheitsdienste, in die TUMS integriert. Die andern wurden der Schahid-Beheschti-Universität für Medizinische Wissenschaften und Gesundheitsdienste zugeteilt.